# Visione di san Tommaso d'Aquino
La  Visione di san Tommaso d'Aquino è il soggetto di un dipinto di Santi di Tito. L'evento rappresentato è la visione avuta da Tommaso d'Aquino a Napoli nel 1273. Il santo in preghiera al cospetto di un dipinto raffigurante la Crocifissione, posto all'interno della chiesa di San Domenico Maggiore, ottenne direttamente dal Signore, che gli parlò, conferma della correttezza dottrinale dei suoi scritti teologici.

## Storia
L'opera fu commissionata a Santi di Tito dai nobili fiorentini Del Turco per essere collocata nella cappella di famiglia situata all'interno della basilica di San Marco. Il dipinto non è mai stato spostato dalla sua originaria collocazione (salvo restauri ed esposizioni temporanee). La tavola è datata e firmata con un'iscrizione posta su un gradino in corrispondenza della proiezione dell'ombra di san Tommaso d'Aquino.
Il pittore, da tempo devoto del santo aquinate, facendo parte dal 1568 della confraternita fiorentina a lui dedicata, aveva già rappresentato lo stesso soggetto, sia pure in modi molto diversi, esattamente vent'anni prima di licenziare la pala voluta dai Del Turco.
In effetti oltre al precedente dello stesso Santi di Tito, l'episodio fu raffigurato anche da altri artisti che fecero ricorso però ad un'iconografia radicalmente differente (cui si rifà anche il primo esemplare del Santi): san Tommaso è in adorazione di un crocifisso scolpito e non di un dipinto e la miracolosità dell'evento è resa attraverso la rappresentazione del santo in soprannaturale levitazione nell'aria. Talora è aggiunta un'iscrizione che esce dalla bocca di Cristo, contenente le parole di lode del Signore verso il frate domenicano.

## Descrizione e stile

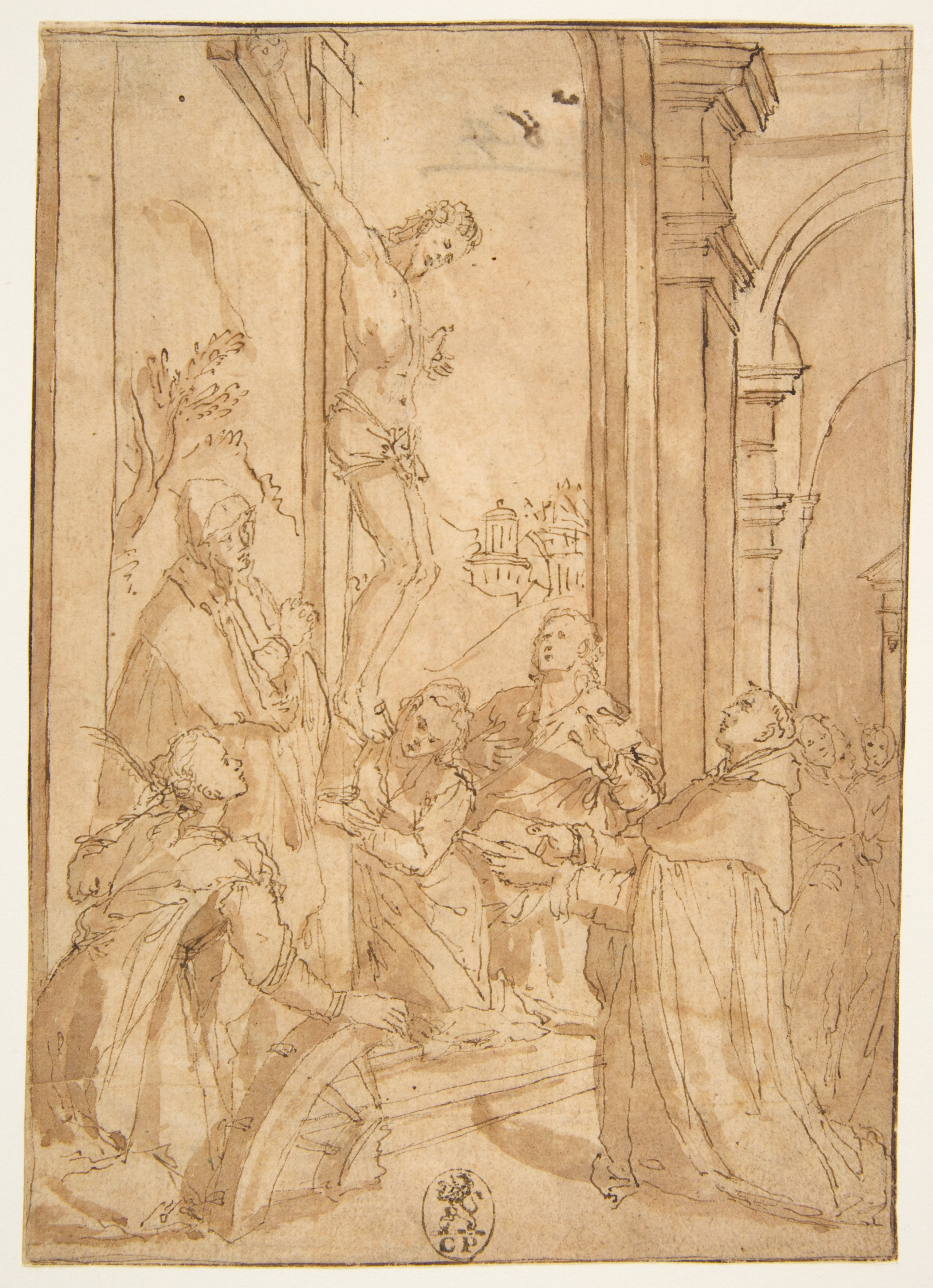
Il disegno preparatorio

Nella tavola di San Marco Santi di Tito, con una radicale innovazione rispetto ai precedenti sul tema, inscena l'accadimento attraverso il miracoloso prender di vita della (illusionistica) raffigurazione pittorica adorata dal santo, che diventa sotto i suoi occhi una sorta di sacra rappresentazione teatrale della Passione.
Il Crocifisso si protende al di fuori della pala d'altare (di cui si vede la cornice), i dolenti – Maria e san Giovanni – e la Maddalena, non più figure dipinte ma personaggi "reali", sono addirittura collocati sulle scale poste al di sotto del quadro immaginario. Partecipa all'evento anche santa Caterina d'Alessandria (a sinistra), lussuosamente abbigliata e acconciata secondo la moda della Firenze del tempo. San Tommaso, in diretto contatto visivo con la Vergine Maria, porge devotamente i suoi scritti, di cui, come detto, riceve la miracolosa approvazione.
All'estrema destra della tavola tre frati domenicani, confratelli di Tommaso, sembrano non accorgersi di nulla.
Il profondo significato dell'opera di Santi di Tito si rinviene nelle parole che si leggono sul libro nelle mani del santo: Sacerdos in aeternum Christus Dominus secundum ordinem Melchisedech, panem et vinum obtulit. Si tratta di un passo dell'Officium de festo Corporis Christi, testo scritto dallo stesso san Tommaso nel 1264, su richiesta di Urbano IV, per la celebrazione della neo-istituita festa del Corpus Domini. Solennità che afferma la reale presenza del corpo di Cristo nella celebrazione eucaristica.
Il Cristo del dipinto nel dipinto che si fa realmente carne innanzi a san Tommaso è quindi una decisa riaffermazione del dogma eucaristico, tema di centrale rilevanza nell'ideologia cattolica della Controriforma, che nella Firenze di quel tempo, ormai un satellite degli Asburgo, cioè i campioni della Controriforma, era altresì pienamente consonante con gli indirizzi politico-culturali granducali.
Oltre al significato religioso, anche il senso di compunzione che pervade la raffigurazione, la compostezza degli astanti e il nitore della composizione contribuiscono ad identificare in quest'opera del Santi uno dei più significativi esempi della pittura contro-riformata fiorentina. Ma allo stesso tempo l'immaginifica invenzione del quadro nel quadro che si anima in un tableau vivant espandendosi nello spazio, l'ardito scorcio prospettico della scena del Calvario, l'accentuato primo piano che coinvolge il riguardante nello spazio pittorico, conferiscono a questo dipinto spiccate qualità proto-barocche, tra le più precoci annunciazioni di questa nuova corrente che si registrino a Firenze.
Sottolinea il qui ed ora dell'evento la quinta architettonica a destra che a dispetto dell'ambientazione napoletana e medievale del fatto ha viceversa chiaro gusto brunelleschiano.
Nel Metropolitan Museum of Art di New York si conserva il disegno preparatorio del dipinto.

## Galleria d'immagini

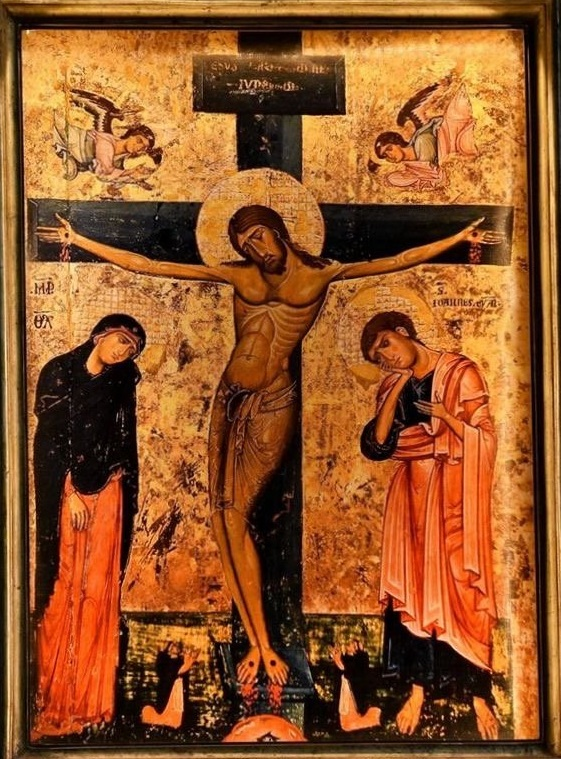
Il dipinto medievale che avrebbe parlato a san Tommaso, XIII secolo, Napoli, San Domenico Maggiore
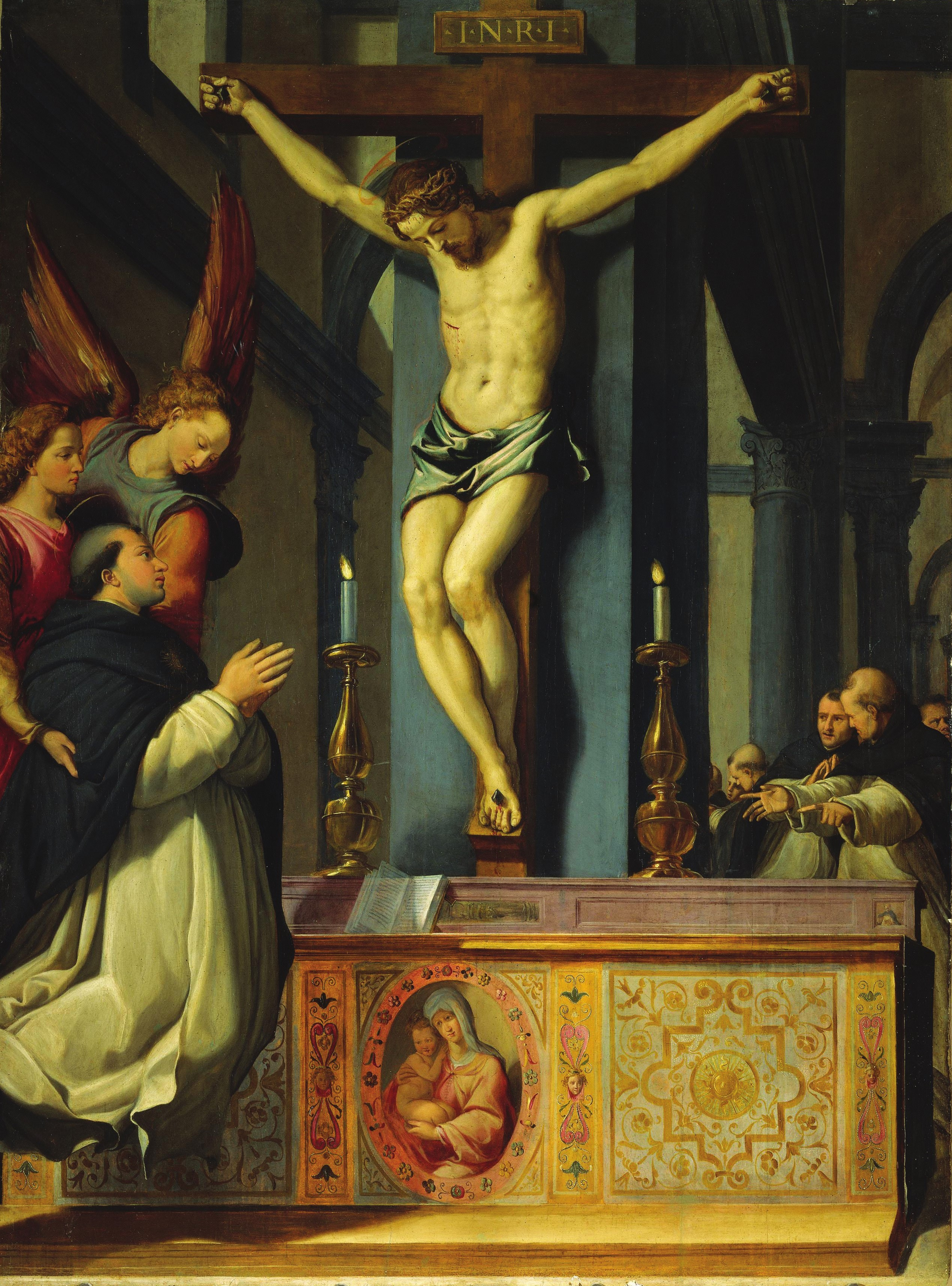
Santi di Tito, Visione di san Tommaso d'Aquino, 1573, Firenze, Cenacolo di San Salvi
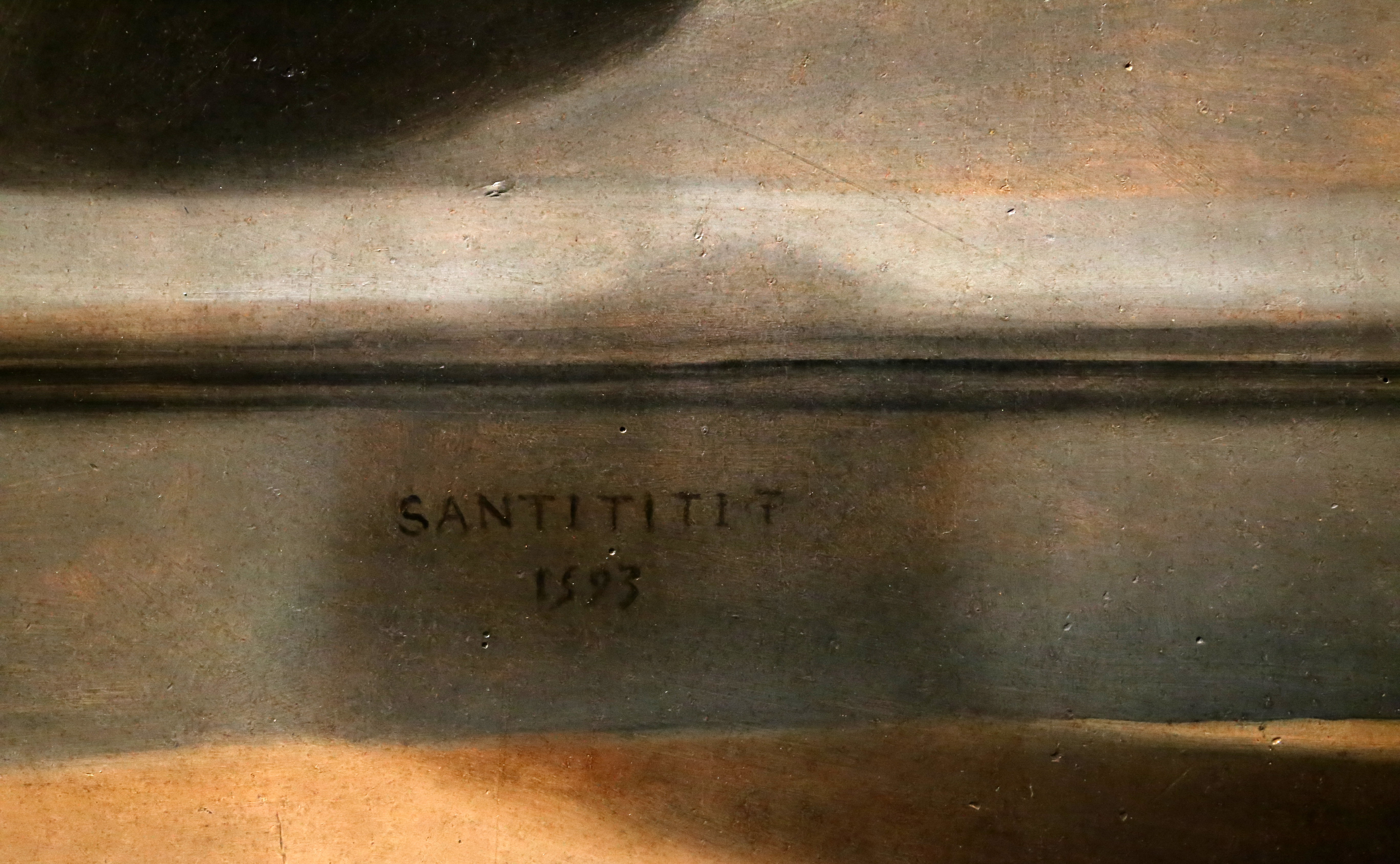
Particolare della tavola di San Marco, firma e data
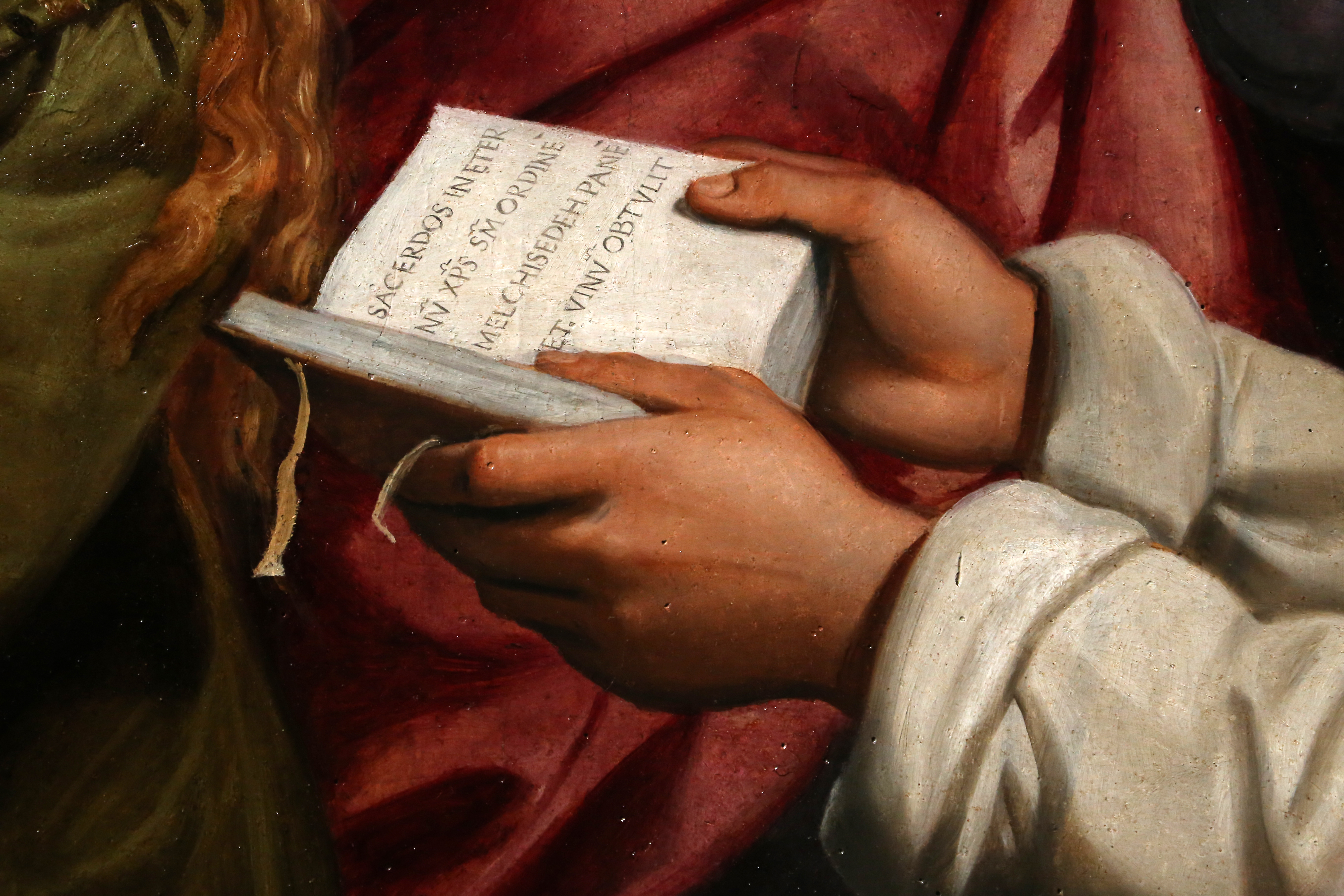
Particolare della tavola di San Marco, il testo tratto dall'Officium de festo Corporis Christi